# Christina Stead
Christina Stead (Rockdale, 17 luglio 1902 – Sydney, 31 marzo 1983) è stata una scrittrice australiana.
Acclamata per il suo spirito satirico e le sue caratterizzazioni psicologiche penetranti, Christina Stead era una impegnata marxista, benché non fosse mai stata membro del Partito Comunista Australiano.
Passò gran parte della sua vita fuori dall'Australia, ma vi ritornò prima di morire.
Nei suoi libri sono presenti molti tratti della tradizione letteraria e culturale del romanzo inglese, pur con degli accenti intensi, talvolta persino violenti, che rendono assai personali i suoi esiti artistici.
Scrisse 12 romanzi e diversi volumi di racconti nel corso della sua vita. Tenne un seminario sul romanzo presso la New York University nel 1943 e nel 1944 e lavorò come sceneggiatrice a Hollywood, Los Angeles , negli anni quaranta, contribuendo al film biografico Madame Curie e al film di guerra con John Ford e John Wayne I sacrificati.

## Biografia
Christina Stead nacque nella periferia di Rockdale, Nuovo Galles del Sud, Sydney.
Suo padre era il biologo marino e conservazionista pioniere David George Stead. La famiglia visse a Rockdale presso la Lydham Hall, adesso aperta al pubblico come casa museo storico. Nel 1911 si trasferirono con la famiglia nella periferia di Watsons Bay.
Era figlia unica del primo matrimonio di suo padre e aveva cinque fratellastri dal suo secondo matrimonio. Il padre si sposò anche una terza volta con Thistle Yolette Harris, la botanista, educatrice, autrice e conservazionista australiana. Secondo alcuni questa casa fu un inferno per la Stead a causa del padre "dominatore".

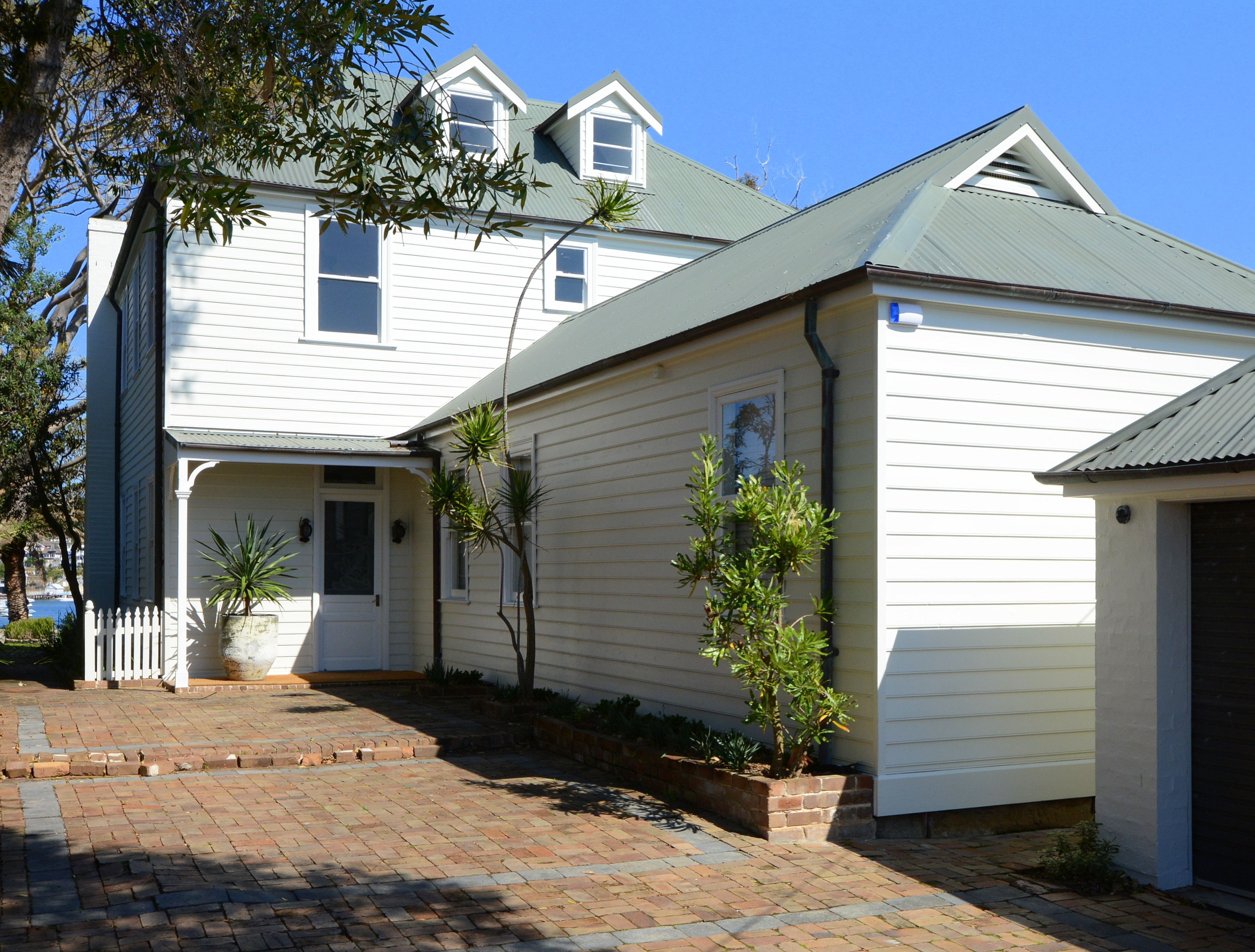
Casa in Pacific Street, Watsons Bay, Sydney, dove Christina Ellen Stead visse tra il 1911 e il 1928.

Stead lasciò l'Australia nel 1928; lavorò in una banca parigina dal 1930 al 1935.
Nel 1934 esordì con la raccolta I racconti di Salisburgo, accolta abbastanza favorevolmente dalla critica. Nello stesso anno dette alle stampe il suo primo romanzo, Sette poveracci di Sydney, corale ricostruzione della Sydney anni venti, con i suoi conflitti sociali e politici. Seguì House of All Nations, nel 1938, accolto dalla critica come il suo lavoro più complesso e maturo, anche per la sicurezza con cui affronta i temi politici.
In quegli anni iniziò anche una relazione con lo scrittore, broker ed economista politico marxista William James Blake, con il quale viaggiò in Spagna, lasciandola allo scoppio della guerra civile, Francia, Regno Unito e Stati Uniti. Si sposarono nel 1952, dopo che Blake ebbe ottenuto il divorzio dalla sua precedente moglie.
Di ambientazione statunitense è infatti L'uomo che amava i bambini (Adelphi, 2004), del 1940: ritratto spietato e ironico di una famiglia di Washington, molto simile a quella in cui crebbe la scrittrice; questo è il suo romanzo più conosciuto. Solo da quando il poeta Randall Jarrell scrisse l'introduzione a una nuova edizione statunitense nel 1965 e il suo editore di New York la convinse a cambiare l'ambientazione da Sydney a Washington, però, il romanzo conquistò un pubblico ampio.
Seguirono nel 1945 Sola per amore e l'anno successivo Letty Fox (Adelphi, 2004), unanimemente considerato il suo capolavoro.
Letty Fox fu ufficialmente bandito in Australia per diversi anni perché considerato amorale e osceno.
Stead ambientò uno dei due suoi romanzi britannici, Dark Places of the Heart, in parte a Gateshead, chiamata "Bridgehead" nel romanzo. Si trovava a Newcastle upon Tyne nell'estate del 1949, in compagnia della sua amica Anne Dooley (nata Kelly), una donna del posto che fu le ispirò il personaggio di Nellie Cotter, la straordinaria eroina del libro. Anne era senza dubbio responsabile del ragionevole tentativo di Stead di veicolare l'accento locale. Le sue lettere indicano che aveva preso la parlata di Tyneside e che si preoccupava molto della gente attorno a sé.
Dopo la morte di Blake per un cancro allo stomaco, nel 1968, la scrittrice ritornò in Australia.
Del 1973 è Il piccolo hotel, breve e tagliente romanzo (apparso per la prima volta in edizione italiana nel 2008) sedusse lo scrittore Saul Bellow, che arrivò a considerarla una delle scrittrici maggiori in lingua inglese che il Novecento avesse conosciuto.
Stead morì in ospedale a Balmain, Sydney, nel 1983, all'età di 80 anni.
Nel 2005 il periodico Time incluse L'uomo che amava i bambini  nei suoi "100 migliori romanzi dal 1923 al 2005", e nel 2010 l'autore statunitense Jonathan Franzen salutò lo stesso romanzo come un "capolavoro" sul New York Times.

## Eredità culturale
Dal 1979, durante i New South Wales Premier's Literary Awards, viene assegnato il Christina Stead Prize for Fiction.
La sua casa precedente, in Pacific Street, Watsons Bay, fu il primo luogo scelto per il Woollahra Council Plaque Scheme, lanciato nel 2014 allo scopo di onorare le persone di rilievo che avevano vissuto nella municipalità di Woollahra. 
In quella occasione sul sentiero fuori dalla casa appartenuta a Stead fu apposta una targa commemorativa.
La casa a Lydham Hall, Bexley, dove la scrittrice risiedeva tra il 1910 e il 1917 è stata trasformata in un museo aperto al pubblico.

## Opere

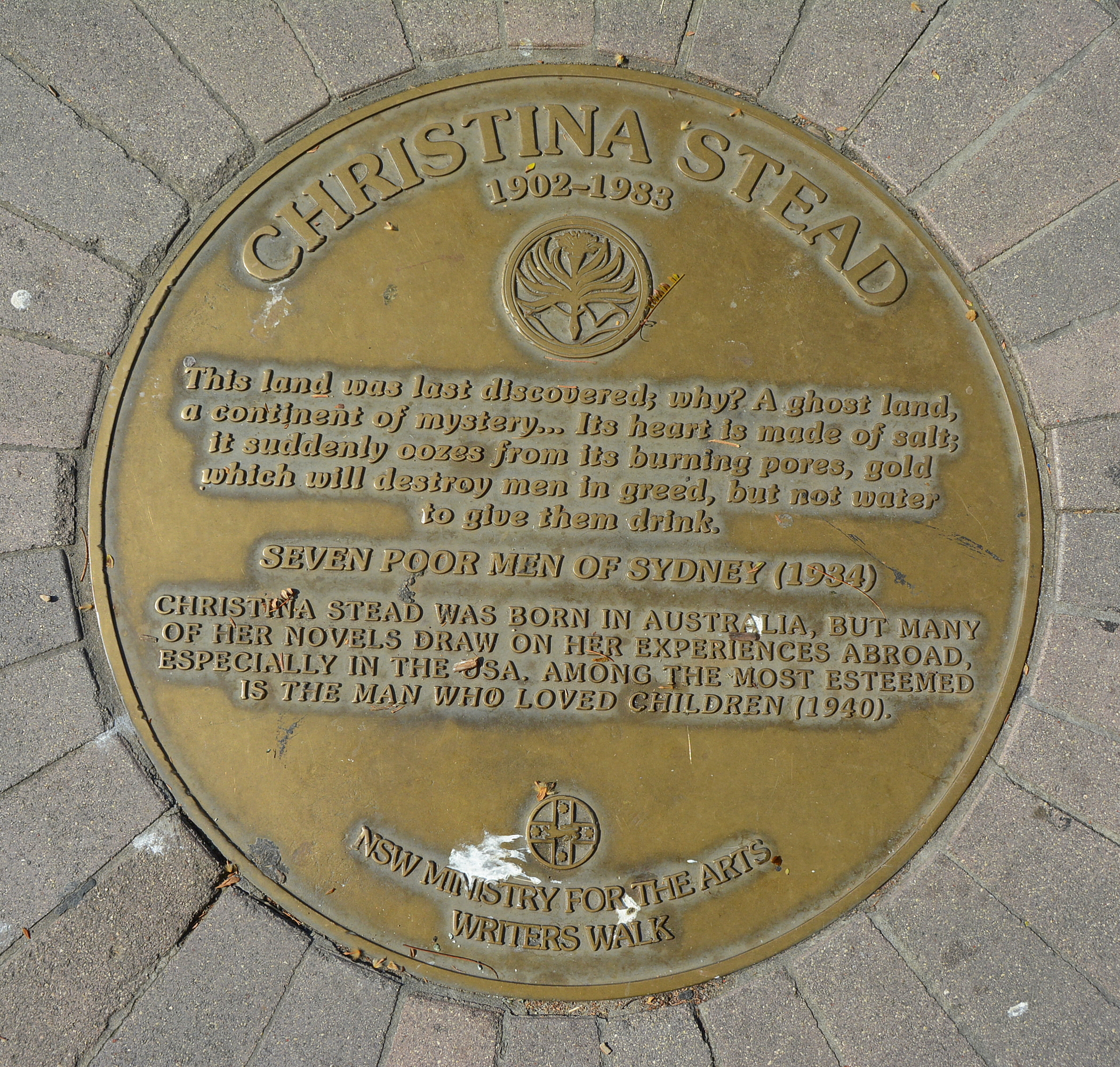
La targa di Stead sulla Sydney Writers Walk, Circular Quay, Sydney

### Romanzi
- Sette poveracci di Sydney, 1934, trad. di Aldo Busi, pp. 344, Garzanti, 1988.
- The Beauties and Furies, 1936.
- House of All Nations, 1938.
- L'uomo che amava i bambini, trad. di Floriana Bossi, Adelphi, 1940, ISBN 9788845918773.
- For Love Alone, 1945.
- Letty Fox, 1946, trad. di A. Bottini, Adelphi, 2004.
- Un tè e quattro chiacchiere, 1948, trad. di C. Brera, pp. 570, Adelphi, 1994.
- The People with the Dogs, 1952.
- Dark Places of the Heart, 1966.
- Il piccolo hotel, 1973, trad. di Franca Cavagnoli, pp. 205, Fabula, 2008, ISBN 9788845918247.
- Miss Herbert (The Suburban Wife), 1976.
- I'm Dying Laughing: The Humourist, 1986.

### Racconti
- The Salzburg Tales, 1934.
- The Puzzleheaded Girl: Four Novellas, 1965, (contiene The Puzzleheaded Girl, The Dianas, The Rightangled Creek e Girl from the Beach).
- A Christina Stead Reader, 1978, edito da Jean B. Read
- Ocean of Story: The Uncollected Stories of Christina Stead, edito da R. G. Geering, 1985.

### Lettere
- Web of Friendship: Selected letters, 1928–1973, edito da R.G. Geering, 1992.
- Talking into the Typewriter: Selected Letters, 1973–1983, edito da R.G. Geering, 1992.
- Dearest Munx: The Letters of Christina Stead and William J. Blake, edito da Margaret Harris, 2006, ISBN 0-522-85173-8.

### Traduzioni
- In Balloon and Bathyscaphe di Auguste Piccard, 1955.
- Colour of Asia di Fernando Gigon, 1956.